# Cookeilandmaori
Het Cookeilandmaori of Rarotonga (endoniemen: Māori Kūki 'Āirani en Te reo Ipukarea), is een taal die wordt gesproken op de Cookeilanden. De benaming Rarotonga is controversieel, omdat dit eigenlijk de naam is van het grootste dialect.

## Geschiedenis
Het Cookeilandmaori behoort tot de Centraal-Oostpolynesische talen in de Austronesische taalfamilie en is nauw verwant aan het Tahitiaans en het Nieuw-Zeelandse Maori. De taal is de lingua franca op de Cookeilanden en heeft daar circa 13.100 sprekers (2011). Sinds 2003 is het de bestuurstaal van de Cookeilanden en sedertdien is de kopapa reo het orgaan dat geacht wordt de taal te reguleren.

## Grammatica

### Fonologie
De fonologie van het Cookeilandmaori lijkt veel op die van andere Austronesische talen. De glottisslag en de velaire nasaal zijn zelfstandige fonemen. Er zijn vijf medeklinkers, die alle kunnen variëren in lengte. De meeste dialecten hebben negen medeklinkers.
Er is nauwelijks contrast naar stem in het Maori. Slechts één dialect heeft een contrasterend onderscheid tussen /f/ en /v/. Ook de fricatieven hebben een marginale status, alleen de /v/ komt in alle dialecten voor.

### Morfologie
Er wordt in het Maori van de Cookeilanden geen grammaticaal onderscheid gemaakt naar geslacht. Wel zijn er drieledige onderscheiden naar getal (enkelvoud, tweevoud, meervoud) en persoon (eerste persoon, tweede persoon, derde persoon). Bovendien kent het eerste-persoons tweevoud en meervoud verschillende vormen voor inbegrip en uitbegrip van de tweede persoon.